# Ghiacciaio Rastorguev
Il ghiacciaio Rastorguev è un ghiacciaio situato sulla costa di Oates, nella regione nord-occidentale della Dipendenza di Ross, in Antartide. In particolare il ghiacciaio, il cui punto più alto si trova a circa 1400 m s.l.m., ha origine dal versante orientale della dorsale degli Esploratori, nella parte settentrionale dei monti Bowers, dove è alimentato in parte dal versante settentrionale del nevaio Edlin è in parte dalle nevi dei monti Ford e Sturm, e fluisce verso est-nord-est fino a unire il proprio flusso a quello del ghiacciaio Lillie, formando, assieme al ghiacciaio Graveson, la cascata di ghiaccio Flensing.

## Storia
Il ghiacciaio Rastorguev è stato mappato per la prima volta dallo United States Geological Survey grazie a fotografie aeree scattate dalla marina militare statunitense (USN) nel periodo 1960-62, e così battezzato dal comitato consultivo dei nomi antartici in onore di Vladimir I. Rastorguev, osservatore sovietico presso il Centro Meteorologico Antartico di base alla base di ricerca Little America V, situata sulla barriera di Ross, nel 1957, ossia in occasione dell'Anno geofisico internazionale.